# 131e division d'infanterie (France)
Pour les articles homonymes, voir 131e division.
La 131e division d'infanterie est une division d'infanterie de l'armée de terre française qui a participé à la Première Guerre mondiale.

## Les chefs de la131edivisiond'infanterie
- 6 juillet - 11 septembre 1915 : Général Ruault
- 11 septembre 1915 - 2 septembre 1916 : Général Duport
- 2 septembre 1916 - 28 janvier 1917 : Général Guillemin
- 28 janvier 1917 - 9 janvier 1918 : Général Brulard
- 9 janvier - 18 avril 1918 : Général Duport
- 18 avril 1918 - : Général Chauvet

## Composition
- Infanterie (divisée en deux brigades jusqu'en mai 1917 : 261e et 262e brigades d'infanterie)

7e Régiment d'Infanterie de juillet 1915 à novembre 1918
14e Régiment d'Infanterie de juillet 1915 à novembre 1918
41e Régiment d'Infanterie de juillet 1915 à novembre 1918
241e Régiment d'Infanterie de juillet 1915 à mai 1917 (dissolution)
113e Régiment d'Infanterie de décembre 1916 à novembre 1918
Bataillon de pionniers du 23e régiment d'infanterie territoriale d'août à novembre 1918
- Cavalerie

2 escadrons du 10e régiment de hussards de juillet 1915 à janvier 1916
2 escadrons du 13e régiment de hussards de janvier 1916 à novembre 1918
- Artillerie

2 groupes (puis 3 groupes à partir de juillet 1916) de 75 du 50e régiment d'artillerie de campagne de juillet 1915 à novembre 1918
106e batterie de 58 du 50e régiment d'artillerie de campagne de janvier 1916 à janvier 1918
101e batterie de 58 du 50e régiment d'artillerie de campagne de janvier à novembre 1918
8e groupe de 155c du 110e régiment d'artillerie lourde en novembre 1918
novembre 1918

## Historique

### 1915
- Constitution entre les 3 et 8 juillet 1915

- 8 juillet – 6 août : repos vers Amiens. À partir du 31 juillet, transport par V.F. dans la région de Givry-en-Argonne.
- 6 août 1915 – 13 juin 1916 : mouvement vers le front et occupation d'un secteur vers le Four de Paris et la Fontaine aux Charmes (guerre des mines) :

8 septembre : violente attaque allemande sur la Harazée.
22 janvier 1916 : extension du front, à gauche, jusqu'au ravin de la Houyette.
2 mai : coup de main allemand.

### 1916
- 13 – 23 juin : retrait du front ; repos au sud de Sainte-Menehould.
- 23 juin – 13 juillet : transport par camions dans la région de Verdun. Engagée, à partir du 26 juin, dans la bataille de Verdun, vers l'ouvrage de Thiaumont, la chapelle Sainte-Fine et le bois de Vaux Chapitre

11, 12 juillet : attaques allemandes sur le fort de Souville.
- 13 – 20 juillet : retrait du front et transport par camions au sud-ouest de Revigny ; repos.
- 20 juillet – 15 novembre : transport par V.F. dans la région de Toul ; à partir du 29 juillet, occupation d'un secteur vers Flirey et Fey-en-Haye.
- 15 novembre 1916 – 23 janvier 1917 : mouvement de rocade et occupation d'un secteur plus à l'ouest vers Limey et l'étang de Vargévaux.

### 1917
- 23 janvier – 3 avril : retrait du front ; instruction au camp de Bois l'Evêque. À partir du 12 février, travaux de 2e position vers Domèvre-en-Haye, Gondreville et Pompey. À partir du 15 mars, instruction dans la région de Toul.
- 3 – 22 avril : embarquement à Toul et à Foug, à destination d'Épernay et de Verzy. Le 19 avril, mouvement vers Tours-sur-Marne.
- 22 avril – 14 mai : occupation d'un secteur vers le Casque et le mont Haut : le 30 avril, prise du Casque et de la crête du mont Haut (Bataille des monts de Champagne). Occupation des positions conquises et organisation du secteur.
- 14 – 28 mai : retrait du front et repos au sud-est de Châlons-sur-Marne.
- 28 mai – 11 juin : mouvement par étapes vers la région de Verdun ; repos.
- 11 juin – 17 septembre : occupation d'un secteur vers la tranchée de Calonne et Haudiomont (Guerre des mines).
- 17 – 26 septembre : retrait du front ; repos dans la région de Vanault-les-Dames.
- 26 septembre – 18 octobre : occupation d'un secteur, sur la rive droite de la Meuse, vers la ferme Mormont et la cote 344, le 2 octobre, attaque allemande (2e Bataille Offensive de Verdun).
- 18 octobre – 2 novembre : retrait du front ; repos à Vavincourt.
- 2 novembre 1917 – 31 mars 1918 : occupation d'un secteur vers Damloup et Haudiomont.

### 1918
- 31 mars – 14 avril : retrait du front et mouvement vers Vavincourt ; le 7 avril, transport par V.F. au nord de Conty ; repos.
- 14 – 29 avril : mouvement vers le front. Engagée dans la 2e Bataille de Picardie. Résistance sur la ligne Castel, Thennes, Hangard. Puis organisation d'un secteur dans la région Hangard, l'Avre : À partir du 24 avril, nouveaux combats très violents vers Hangard.
- 29 avril – 28 mai : retrait du front ; puis repos vers Songeons.
- 28 mai – 11 juin : transport par V.F. dans la région de Villers-Cotterêts. Engagée, au fur et à mesure des débarquements, dans la 3e Bataille de l'Aisne : résistance sur la ligne Corcy, Longpont, ferme Chavigny. Puis organisation d'un secteur vers Corcy.
- 11 – 29 juin : retrait du front et travaux de 2e position au sud de Villers-Cotterêts.
- 29 juin – 15 juillet : transport par camions vers Chantilly, puis, le 3 juillet vers Ligny-en-Barrois, le 5 juillet, vers Vaubecourt, le 13 juillet, vers Épense et Herpont, enfin, le 15 juillet vers Étoges.
- 15 – 22 juillet : engagée dans la 4e Bataille de Champagne, puis dans la 2e Bataille de la Marne :

Combats sur la ligne Villesaint, Chêne-la-Reine, Le Mesnil-Huttier.
20 juillet : progression jusqu'à la Marne ; combats vers Leuvrigny et vers Monvoisin.
- 22 – 30 juillet : retrait du front ; repos et travaux au sud de Reims.
- 30 juillet – 18 août : occupation d'un secteur vers Prunay et le fort de la Pompelle.
- 18 – 25 août : retrait du front (du 18 au 25 août, éléments en secteur vers la Neuvillette).
- 25 août – 1er novembre : transport par V.F. dans les Vosges et occupation d'un secteur entre la vallée de la Weiss et la vallée de la Lauch. À partir du 14 septembre, occupation d'un nouveau secteur dans la région de la Chapotte, la Vezouze.
- 1er – 11 novembre : retrait du front et mouvement vers Lunéville ; préparatifs en vue d'une offensive sur Dieuze.

### Rattachements
- Affectation organique : 10e corps d'armée, de juillet 1915 à novembre 1918

- 1re armée

20 juillet – 26 octobre 1916
16 – 19 avril 1917
11 avril – 28 mai 1918
- 2e armée

26 – 31 juillet 1915
23 juin – 20 juillet 1916
28 mai 1917 – 7 avril 1918
29 juin – 14 juillet 1918
- 3e armée

31 juillet 1915 – 23 juin 1916
- 4e armée

19 avril – 28 mai 1917
14 – 15 juillet 1918
- 5e armée

3 – 16 avril 1917
7 – 11 avril 1918
15 – 19 juillet 1918
20 juillet – 26 août 1916
- 6e armée

28 mai – 2 juin 1918
- 7e armée

26 août – 15 septembre 1918
- 8e armée

2 janvier – 3 avril 1917
15 septembre – 11 novembre 1918
- 9e armée

19 - 20 juillet 1918
- 10e armée

3 - 26 juillet 1915
2 – 29 juin 1918
- Détachement d'armée de Lorraine

26 octobre 1916 – 2 janvier 1917